# 戴維島
戴維島是俄羅斯的島嶼，屬於法蘭士約瑟夫地群島的一部分，由阿爾漢格爾斯克州負責管轄，位於喬治地島西北面的北冰洋，直徑約0.5公里。